# Брауншвейзький технічний університет
Брауншвейзький технічний університет (нім. TU Braunschweig) — найстаріший технічний університет Німеччини.
Знаходиться в десятці кращих університетів Німеччини за спеціальністю «електротехніка» (9-е місце), «машинобудування» (9-е місце). Входить в об'єднання дев'яти найбільших технічних університетів Німеччини (TU 9).

## Відомі викладачі
- Ріхард Дедекінд — професор математики (1862—1894, далі за штатом)

## Почесні доктори
- Людвіг Міс ван дер Рое (1950) — архітектор-модерніст
- Альберт Швейцер (1964) — лауреат Нобелівської премії миру (1952)

## Знамениті випускники
- Карл Гаусс (Закінчив Карлівський ліцей, 1792—1795).
- Ріхард Дедекінда (Закінчив Карлівський ліцей, 1848—1850).
- Клаус фон Клитцинг (1962—1969) лауреат Нобелівської премії з фізики 1985.